# 삼성 갤럭시 S II
삼성 갤럭시 S II(Samsung GALAXY S II)는 삼성전자에서 제조/판매하는 안드로이드 스마트폰으로, 갤럭시 S의 후속 제품이다.
2011년 2월 13일 모바일 월드 콩그레스 2011에서 공개되어, 삼성전자에서 2011년 4월 29일에 출시했다.
출시 이전 프로젝트 명으로는 세느 혹은 센르라고도 불렸다.
갤럭시 시리즈의 하이엔드 모델로서, S/R/W/M/Y 라인 중 S (SuperSmart)라인에 속한다.

## 연혁
- 2011년 2월 13일 : 스페인 바르셀로나 모바일 월드 콩그레스 2011에서 제품 공개
- 2011년 4월 29일 : 대한민국에서 SHW-M250S/K/L 모델 출시
- 2011년 5월 1일 : I9100 모델 출시
- 2011년 9월 : 판매량 1000만대 돌파
- 2012년 2월 : 판매량 2000만대 돌파[9]
- 2012년 3월 10일 : 4.0.3 아이스크림 샌드위치로 업그레이드
- 2012년 6월 : 판매량 3000만대 돌파
- 2013년 1월 14일 : 판매량 4000만대 돌파[10]
- 2013년 1월 23일 : 4.1.2 젤리빈 업그레이드

## 디스플레이
픽셀의 구조를 기존의 RGBG 펜타일 매트릭스 구조에서 RGB 매트릭스 구조로 변경하여 슈퍼 AMOLED에서 지적 받은 가독성 문제를 해결하였다.

## 색상 / 에디션
- 노블 블랙
- 세라믹 화이트
- 크리스탈 에디션 (흰색 바탕)[11][12]
- 코랄 핑크

## 운영 체제 / 소프트웨어

### 안드로이드 2.3 진저브레드
안드로이드 OS 2.3.3 진저브레드를 탑재하여 출시했다.
이후 2.3.4, 2.3.5, 2.3.6으로 순차적으로 업그레이드 되었다.

### 안드로이드 4.0 아이스크림 샌드위치
2012년 3월 10일 필리핀에서 4.0.3 아이스크림 샌드위치로의 업그레이드가 시작되었다.

다음사항도 같이 적용되었다.
- 멀티태스킹 및 앱 일부 사용성 개선
- 알림창 개선

그리고 2012년 8월 4.0.4 아이스크림 샌드위치 업그레이드가 시작되었다.

### 안드로이드 4.1 젤리빈
갤럭시 S II Plus 모델은 4.1.2 젤리빈을 탑재하여 출시하였다.
2013년 1월 23일 스페인에서 갤럭시 S II의 4.1.2 젤리빈업그레이드가 시작되었다.
대한민국 갤럭시S2(M250S/K/L) 모델은 2013년 2월 7일에 정식 업데이트가 시작되었다.
다음 사항도 같이 적용되었다.
- 전체 사용자 인터페이스 개선
  - Nature UX 터치위즈 적용
  - 알림창 개선
- exFAT 포맷 지원
- 삼성 S 클라우드
- 향상된 카메라 기능
- 많은 커스텀 옵션과 새로운 잠금해제 애니메이션
- S 빔, 다이렉트 콜, 스마트 스테이, 팝업 플레이등의 기능 추가
- 새로워진 위젯들
- 두개의 홈스크린 모드 (기본모드, 이지모드)
- 많은 알림 토글과 새로운 알림창
- 차단 모드

#### 특수 기능
- S 빔
- 다이렉트 콜 : 문자 전송할때, 부재중 전화시, 전화번호 검색 등 전화번호가 화면에 보일 때 휴대전화를 귀에 대면 바로 전화가 걸린다
- 팝업 플레이 : 동영상을 작은 팝업창 형태로 재생하는 기능으로, 동영상이 팝업창 형태로 떠 있는 동안에는 화면의 일부분만 점유하며, 다른 애플리케이션을 사용할 수 있다.
- 스마트 스테이 : 앞면 카메라를 통해 사용자의 눈동자와 얼굴을 인식하여 사용 중일 때에는 디스플레이가 꺼지지 않도록 유지한다.

### 안드로이드 4.2 젤리빈
2013년 7월 23일 갤럭시 S II 플러스 모델에 대한 4.2 젤리빈으로 업그레이드가 시작되었다.

## 변종

### 삼성 갤럭시 S II 플러스 (GT-I9105/9105P)
2013년 1월 26일에 출시된 보급형 모델로, AP가 브로드컴 BC82155 (ARM 홀딩스 코텍스-A9 아키텍처 CPU + 브로드컴 비디오코어-IV 250 MHz GPU)가 장착되었으며, ROM은 8 GB이다.
색상은 세라믹 화이트와 다크 블루가 있다.

### 대한민국
모든 모델이 FM 라디오 튜너 대신 지상파 DMB 튜너 및 안테나가 장착되었다. 대신 앱을 통해 라디오 청취가 가능하다.

#### SHW-M250S/K
SK텔레콤, KT를 통해 출시했으며, 두께가 8.9 mm로 증가하였다.

#### SHW-M250L
LG유플러스를 통해 출시된 제품으로, 두께가 9.1024 mm로 증가하였으며, 뒷면의 디자인이 변경되었다.

### 미국

#### 갤럭시 S II 에픽 4G 터치 (SPH-D710)
스프린트를 통해 출시된 제품으로, 전작에 비해 풀터치바로 바뀌며 외형이 많이 바뀌었다.

#### SGH-I777
미국의 통신사 AT&T를 통해 출시된 제품이다.

#### SGH-T989
AP가 퀄컴 스냅드래곤 S3 APQ8060으로 변경된 모델이다. 이외에도 제품 본체 색상에 따라서 번들 이어폰 제공 여부가 갈린다.
블랙 컬러의 경우 번들 이어폰을 제공하지만 화이트 컬러의 경우 번들 이어폰을 제공하지 않는다.

### 일본

#### 갤럭시 S II 와이맥스 (ISW11SC)
KDDI를 통해 출시된 제품으로, 와이맥스를 지원하며, 외형 및 성능이 대한민국판 갤럭시 S II HD LTE와 동일하다.

### 중국
중국에는 총 3가지 모델이 출시되었다.

#### OMAP
TI-OMAP를 탑재한 제품으로 차이나 유니콤을 통해서 출시된 제품이다.

#### GT-I9108
차이나 모바일을 통해 출시된 제품이다.

#### 갤럭시 S II 듀오스 (SCH-i929)
차이나 텔레콤을 통해 출시된 제품으로, 외형이 갤럭시 S II LTE와 동일하며, AP가 S2 MSM8655T로 변경되었으며, 듀얼심을 지원한다.

## 출시 국가

### 아시아 또는 오세아니아
- 대한민국 2011년 4월 29일
- 중화인민공화국 2011년 5월 2일
- 오스트레일리아 ,  이란 2011년 6월 1일
- 인도 2011년 6월 8일
- 튀르키예 2011년 6월 9일
- 홍콩 2011년 6월 14일
- 레바논 2011년 6월 21일
- 말레이시아 2011년 6월 22일
- 일본 2011년 6월 23일
- 싱가포르 2011년 6월 24일
- 필리핀 2011년 6월 27일
- 이스라엘 2011년 7월 3일
- 이라크 2011년 7월 18일
- 파키스탄 2011년 7월 23일

### 유럽
- 영국 2011년 5월 1일
- 오스트리아 2011년 5월 5일
- 스웨덴 2011년 5월 12일
- 스페인 2011년 5월 15일
- 독일 2011년 5월 16일
- 러시아 2011년 5월 18일
- 덴마크 2011년 5월 19일
- 핀란드 2011년 5월 23일
- 이탈리아 2011년 5월 25일
- 노르웨이 ,  루마니아 2011년 5월 26일
- 벨기에 ,  아일랜드 2011년 6월 1일
- 프랑스 2011년 6월 23일

### 아프리카
- 남아프리카 공화국 2011년 6월
- 우간다 2011년 9월

### 북아메리카
- 캐나다 2011년 7월
- 미국 2011년 8월

### 남아메리카
- 칠레 2011년 5월 25일
- 브라질 2011년 6월 28일
- 아르헨티나 2011년 8월 22일

## 같이 보기
- 삼성 갤럭시 노트
- 삼성 갤럭시 R
- 삼성 갤럭시 W
- 삼성 갤럭시 M 프로
- 삼성 갤럭시 Y
- 삼성 갤럭시 Y 프로